# Albert Stuivenberg
Albert Stuivenberg (Róterdam, Países Bajos; 5 de agosto de 1970) es un entrenador y exjugador neerlandés. Actualmente es asistente técnico de Mikel Arteta en el Arsenal Football Club de Inglaterra.
Jugó profesionalmente para el SC Telstar Velsen y el HFC Haarlem, antes de sufrir una grave lesión y pasar a entrenar al Feyenoord, RWD Molenbeek, Al Jazira S.C., y los equipos nacionales de los Países Bajos sub-17 y sub-21. También trabajó para el Manchester United como entrenador asistente bajo la tutela de Louis van Gaal.

## Trayectoria
Comenzó su carrera como jugador en la academia de su club local, el Feyenoord, pero no pudo entrar en el primer equipo y se trasladó al HFC Haarlem. Más tarde se unió al SC Telstar, pero tuvo una lesión de ligamento cruzado en 1986, lo que obligó a su retiro prematuro tres años más tarde en 1989.
Después de retirarse, se inclinó por ser entrenador y estudió en la academia de deportes CIOS en Overveen. En 1992, se le dio un trabajo como entrenador de los jóvenes con su antiguo club, el Feyenoord, donde más tarde se convirtió en jefe de los jóvenes en 2001. Pasó la temporada 2000-01 como entrenador asistente del primer equipo en el club belga del Racing White Daring Molenbeek. Después de pasar 13 años como entrenador en el Feyenoord, trabajando con gente como Robin van Persie, se trasladó al Al Jazira S.C. de Abu Dhabi, Emiratos Árabes Unidos, en 2004 para encabezar su cantera.
Después de dos años en el Oriente Medio, regresó a los Países Bajos para asumir como entrenador el equipo nacional sub-17. En dos ocasiones llevó al equipo a la victoria en el Europeo Sub-17, en 2011 y 2012, lo que llevó a un ascenso para gestionar el equipo nacional sub-21 en 2013. Stuivenberg también fue ojeador de la Real Federación de Fútbol de los Países Bajos (KNVB) y educó a los entrenadores profesionales en la KNVB Academy.
En julio de 2014, fue designado como entrenador asistente en el Manchester United por el nuevo mánager Louis van Gaal, trabajando junto a Ryan Giggs.

## Clubes

### Como jugador
| Club        | País         | Año |
| ----------- | ------------ | --- |
| HFC Haarlem | Países Bajos |     |
| SC Telstar  | Países Bajos |     |

### Como entrenador
| Club                             | País         | Año           |
| -------------------------------- | ------------ | ------------- |
| Selección sub-17 de Países Bajos | Países Bajos | 2006-2013     |
| Selección sub-21 de Países Bajos | Países Bajos | 2013-2014     |
| Manchester United                | Inglaterra   | 2014-2016     |
| Genk                             | Bélgica      | 2017          |
| Selección de Gales               | Gales        | 2018-2021     |
| Arsenal                          | Inglaterra   | 2019-presente |

## Palmarés

### Títulos nacionales (como asistente)
| Título                | Club              | País       | Año     |
| --------------------- | ----------------- | ---------- | ------- |
| FA Cup 2015-16        | Manchester United | Inglaterra | 2015-16 |
| FA Cup 2019-20        | Arsenal           | Inglaterra | 2019-20 |
| Community Shield 2020 | Arsenal           | Inglaterra | 2020    |

### Títulos internacionales
| Título                               | Equipo                           | Sede      | Año  |
| ------------------------------------ | -------------------------------- | --------- | ---- |
| Campeonato Europeo Sub-17 de la UEFA | Selección sub-17 de Países Bajos | Serbia    | 2011 |
| Campeonato Europeo Sub-17 de la UEFA | Selección sub-17 de Países Bajos | Eslovenia | 2012 |